# Nature
Nature (hrv.: "Priroda") je znanstveni časopis koji izlazi u Velikoj Britaniji od 1869. godine, a koji se smatra najcitiranijim od svih znanstvenih časopisa na svijetu. Također se smatra jednim od rijetkih današnjih znanstvenih časopisa čije se teme bave izuzetno širokim poljem prirodnih znanosti.
Iako je prvenstveno namijenjen stručnjacima, odnosno znanstvenim istraživačima, sažeci članaka sastavljeni su tako da budu dostupni široj javnosti. Osim stručnih članaka u svakom se broju objavljuje uvodnik, kao i prikaz vijesti, recenzije knjiga i sl. Stručni su članci vrlo često toliko opsežni i detaljni da ne mogu ući u broj; tako se u svakom broju objavljuje sažetak, a ostatak se može pročitati na internet stranici časopisa.
U Natureu su se tijekom njegovog dugog postojanja objavila pisma, odnosno stručni članci koja predstavljaju neke od najvažnijih stručnih radova u povijesti znanosti, kao npr. otkriće valne prirode čestica, otkriće neutrona, nuklearna fisija, otkriće stukture DNK, tektonika ploča, ozonska rupa, kloniranje prvog sisavca (ovca Dolly), sekvenciranje ljudskog genoma i mnogi drugi.

## Vanjske poveznice
- Službene internet stranice., pristupljeno 2. rujna 2013.
- Prvi broj iz 1869., pristupljeno 2. rujna 2013.
- arhiva brojeva od 1869. do danas., pristupljeno 2. rujna 2013.
- Stranice Nature Reviews., pristupljeno 2. rujna 2013.
- Stranice Nature Clinical Practice.  Arhivirana inačica izvorne stranice od 7. listopada 2008. (Wayback Machine), pristupljeno 2. rujna 2013.
- Intervju s Timom Hannayem, direktorom poduzeća "Nature Publishing Group"., pristupljeno 2. rujna 2013.
- Povijest časopisa Nature, pristupljeno 2. rujna 2013.
- Peer review policy za časopise Nature. Pristupljeno 2. rujna 2013.
- Editorial policies za časopise Nature. Pristupljeno 2. rujna 2013.